# Vinge
 For alternative betydninger, se Vinge (flertydig). (Se også artikler, som begynder med Vinge)
Vingers formål er at få et dyr eller et luftfartøj, som har en middelmassefylde, der er større end luft, til at flyve eller svæveflyve ved at tilvejebringe den fornødne opdrift. 
Nogle vingers formål er at flytte luft; propeller. Andre vingers formål er at kunne hente mekanisk energi ud af passerende luft – f.eks. møllevinger.

## Eksempler på dyr og ting som anvender vinger
En vinge er enten en legemsdel på dyr eller en del af mange menneskeskabte luftfartøjer.
Af dyr med vinger er der de fleste fugle (flyvning udviklet for ca. 150 millioner år siden), mange insekter (ca. 300 millioner år siden), nogle krybdyr (ca. 225 millioner år siden – inkl. de uddøde flyveøgler), den svævende flyvefisk og nogle få pattedyr; flagermus (ca. 55 millioner år siden).
Menneskeskabte vinger er en del af den ydre udformning af f.eks. boomeranger, frisbees, flyvemaskiner, vinddreven bil, svævefly, helikoptere, ornitopterere, legetøjsdrager, dragefly, papirfly og nogle rumfærger.
Sejlet på en sejlbåd er også en vinge, som er monteret lodret.
På visse racerbiler er der monteret små vinger på en sådan måde, at bilens dæk ved større hastigheder presses mod jorden. Formålet er her, at bilen bibeholder sit vejgreb, så racerkøreren kan følge vejens kurver ved højere hastigheder.

## Artikelfokusering
Dyrenes anvendelse af nogle vingemanøvrer og lufthvirvel-dannelser er ret kompliceret og selv i dag (2005) ikke helt forstået, men man er kommet langt. Med den teori man kendte i flyvningens barndom omkring 1930'erne, kunne man f.eks. ikke forklare hvordan en humlebi kunne lette og flyve. Først fornylig (ca. 1994-1999) har humlebien videnskabeligt lige akkurat kunnet lette – og sommerfugles og svirrefluers flyvning er ved at blive udforsket.

Selv kunstige hurtigt formbare vinger på f.eks. ornitoptere er svære at styre og svære at forklare, derfor vil resten af denne artikel omhandle vinger som evt. kan ændre sig, men kun langsomt i forhold til den omgivende luftstrøm. Med mindre andet er angivet, skal vingerne i det følgende opfattes som siddende på flyvemaskiner eller svævefly, og vingen bliver mødt af en ikke-turbulent luftstrøm.

## Primært om menneskeskabte vinger

### Dynamisk opdrift – vingens formål
For at tjene sit formål, dynamisk opdrift, kræver enhver vinge at blive passeret af en strøm af luft. I en vandret luftstrøm skal vingeprofilen for at kunne give opdrift være i et bestemt vinkelinterval oppe mod luftstrømmen og indenfor et vist fartinterval. For lidt fart giver for lidt opdrift, for meget gør enten vingen ineffektiv eller beskadiger den. Og hvis den såkaldte indfaldsvinkel, dvs. vinklen mellem vingens plan og luftstrømmen, overskrider ca. 18 grader, bliver luftstrømmen turbulent – vingen siges at stalle, og i den tilstand leverer den ingen eller kun lidt dynamisk opdrift.
Vingen selv har også et kvalitetsmål, nemlig opdrift-til-luftmodstands-forholdet (eng. lift-to-drag ratio, L/D-forholdet), som afhænger af luftstrømmens indfaldsvinkel og hastighed. Når de bedste vinger benyttes optimalt, kan de have et L/D-forhold på op til 60.
Flyvemaskinens ønskede vingeegenskaber varierer med om flyet skal lette, lande og "bare" flyve vandret:
- Når flyet skal lette, har flyet lav fart i forhold til luften, hvilket gør at vingen skal have så stor dynamisk opdrift som muligt også selv om vingen evt. dermed yder større luftmodstand. Når flyet skal lette, er det som regel også tungest, da brændstoftankene normalt er fyldt op. Ydermere ønsker man at flyet skal kunne lette på så kort afstand som muligt. Dette betyder at fremdriften skal være relativt stor.
- Når flyet skal lande, skal det kunne bremse sin hastighed på kortest mulig afstand. Efter at hjulene har ramt landingsbanen, skal vingerne og motorerne bremse flyet så meget som ønsket. Dele af vingernes profil modificeres med flader, som giver stor turbulens og dermed virker bremsende.
- Når flyet flyver stort set vandret, ønsker man at flyet er komfortabelt, flyver så hurtigt som muligt og så økonomisk som muligt.

For at en vinge kan tilpasse sig til ovenstående tre ønskede anvendelser, kan vinger udstyres med mange forskellige indretninger.
- Flaps en smule nede, næsten i neutral position anvendes under start, men bliver trukket op få minutter efter start. Bemærk at den justerbare vingeflade næsten for enden af vingen ikke er en flap, men er et krængeror.
- Fuld flaps anvendes når flyet skal lande. Fra flyet lander ved relativ høj fart og  er kommet ned i "taxi-fart", kan flapsene justeres gradvist mere og mere mod neutral position.
- Fuld flaps, med luftbremser og spoilers "Spoilers" bruges efter flyets landingsstel har ramt jorden. "Flaps" og "spoilers" arbejder sammen for at bremse flyet ned, efter hjulene har ramt jorden.

### Vingebeskrivelsestermer
- Vingeforkant: Forkanten af vingen.
- Vingebagkant: Bagkanten af vingen.
- Spændvidde, vingefang: Afstanden fra vingespids til vingespids.
- Korde: Afstanden fra vingeforkant til bagkant, normalt målt parallelt med flykroppen.
- Aspect ratio (AR): Forholdet mellem vingens spændvidde og middelstandardkorden.
- Vingeprofil: En vinges ydre tværsnitsform parallelt med flykroppen.
- Sweep angle: Vinklen mellem de to vingehalvdeles centerlinjer set ovenfra eller nedenfra.
- Vridning (vinge): Gradvis ændring af vingeprofilen som funktion af afstanden fra vingehalvdelenes fælles center.

### Vingeegenskaber
Flyvinger kan have følgende egenskaber:
- En afrundet forkant. Forkanten er sjældent udformet skarp.
- En skarp bagkant.
- Forkantsudstyr som f.eks. slats, slots eller leading edge extension.
- Bagkantsudstyr som f.eks. flaps.
- Krængeror (normalt nær vingespidsernes bagkant) til at lave krængning.
- Spoiler (luftfart) på vingens øverste overflade for at ødelægge opdriften og evt. til rullekontrol.
- Vortex generator til at hindre luftstrømsseparation.

- Wing fence til at holde luftstrømmen nær vingen.
- Dihedral eller det at have en positiv vingevinkel i forhold til vandret (set forfra). Dette gør at flyet stabilt og automatisk retter op og flyver ligeud ved neutral højde- og sideror – og øger stabiliteten under rulning. Anhedral eller en negativ vingevinkel i forhold til vandret, har en destabiliserende effekt.
- Foldevinger tillader at flere fly kan stuves sammen i hangarer eller hangarskibe.
- Winglets – små opadgående, aerodynamiske finner, der sidder for enden af hovedvingen.

### Vingevidenskab
Videnskaben om hvordan en vinge virker i detaljer, er kompliceret og forklares ved anvendelse af fysikgrenen aerodynamik.

#### Faste vinger
Vingerne på fly med eller uden motorkraft, samt på dyr der praktiserer svæveflyvning, leverer dynamisk opdrift på følgende måde:
- Vinger og evt. andre dele af flyet genererer dynamisk opdrift, fordi de ændrer luftstrømmens retning og/eller hastighed og skyldes Newtons anden lov: F=m*a, hvor F er kraft, m er massen af den påvirkede luftpakke og a er accelerationen; hastighedsændringen af luftpakken. Når summen af alle vingens (og resten af flyets) påvirkninger af luftpakkerne tilsammen giver en nedadrettet kraft, vil flyet som konsekvens blive påvirket af en tilsvarende opadrettet kraft – opdriften (Newtons tredje lov). Kraft og acceleration skal regnes som vektorer, da deres retning i tre dimensioner er vigtig. Dette er den rigtige årsag til at vinger genererer opdrift i strømmende luft.[6][7][8][9]

Faktisk er det sådan, at en vinges overside normalt genererer mere dynamisk opdrift, end vingens underside.

Grundet tryk-"kortslutning" af en vinges underside og overside ved hver vingespids, vil den største opdrift normalt ske 1/3 ude ad vingen fra flykroppen.

 
Både Newtons lov og Bernoullis princip kan anvendes, men de er to forskellige, men lige sande måder at modellere dynamisk opdrift på.

Der findes flere ukorrekte udbredte forklaringer på, hvordan vinger fungerer.

Vinger med asymmetriske vingeprofiler er normalt bedre end symmetriske (inkl. flade) vingeprofiler, fordi de asymmetriske vingeprofiler kan klare større luftstrømsindfaldsvinkler end symmetriske.

Den symmetriske vingeprofil begynder at have ringere dynamisk opdrift end den asymmetriske vingeprofil ved indfaldsvinkler over ca. 12 grader. Ved små indfaldsvinkler mindre end ca. 3 grader er symmetriske vingeprofiler bedre end asymmetriske vingeprofiler.
 
Aktiverede flaps ændrer faktisk vingeprofilen, så den bliver mere asymmetrisk.

#### Bevægelige vinger
Flyvende dyr som f.eks. mange fugle og insekter skaber den fornødne fremdrift ved at bevæge deres vinger sådan at de skaber ikke blot opdrift, men også fremdrift. Disse gentagne bevægelser kan minde om diverse former for svømning i forskellige tempi, og jo mindre et flyvende dyr er, desto "tættere" og mere "væskeagtig" forekommer luftens aerodynamiske egenskaber for dyret.
Princippet med at bevægelige vinger leverer både op- og fremdrift kan lade sig gøre for fugle og mekaniske modeller i størrelsesordenen et par meter, og er derfor ikke anvendeligt til flyvemaskiner, der skal bemandes af mennesker. Det skyldes, at vi ikke (pr. 2023) kan styre vingerne så effektivt og præcist, som et insekt kan.